# Agora (tidskrift)
Agora var en svensk debatt- och kulturtidskrift. 
Tidskriften kom ut 1986–1994. Bland de medverkande fanns Ana L. Valdés.